# Esteban Batista
Esteban Damián Batista Hernández (Montevideo, 2 de septiembre de 1983) es un exjugador profesional de baloncesto uruguayo que actuaba en la posición de pívot. Fue el primer uruguayo en debutar en la NBA.

## Trayectoria

### Temporada 2001
Debutó profesionalmente con Welcome. Su equipo obtuvo el segundo lugar en el Torneo Nacional. Tuvo un promedio de 2.1 puntos en 23 partidos.

### Temporada 2002
En su segunda temporada con Welcome logró el subtítulo del Torneo Nacional. Tuvo promedios de 6.2 puntos y 4.5 rebotes por partido en 22 juegos.

### Temporada 2003
Representó a Salto Uruguay en la Liga Uruguaya con registros de 16.4 puntos por partido, en 28 juegos. Siendo el campeón de la Liga Uruguaya de Básquetbol temporada 2004/05. Consiguió el tercer lugar del torneo Sudamericano de Montevideo (Uruguay). Fue fichado por el Real Madrid (España) y posteriormente cedido en préstamo a Pozuelo (España) donde logró promedios de 8.9 puntos, 7.4 rebotes en 23 partidos. Con Uruguay participó en el Torneo Preolímpico de San Juan (Puerto Rico) donde su selección ocupó el noveno lugar. En cuatro juegos tuvo promedios de 1.5 puntos, 1.2 rebotes en 35 minutos.

### Temporada 2004
En la primera mitad del año, se desempeñó con Nacional en el Torneo Metropolitano (segunda división uruguaya) donde perdió la última final por el ascenso a la Liga contra Sayago. Al término de este torneo, pasó la mayor parte de la temporada con Trouville de Montevideo. En la Liga disputó 40 partidos y logró promedios de 20.1 puntos y 15 rebotes por partido. En la Liga Sudamericana de Clubes su equipo integró el Grupo D, disputando 3 partidos (2 derrotas, 1 victoria). Jugó dos encuentros con el Liceo Mixto Los Andes en Chile. Con la selección de Uruguay logró el cuarto lugar en el Torneo Sudamericano que se realizó en Brasil.

### Temporada 2005
Jugó con el Aguas de Calpe (LEB de España) con promedios de 10.6 puntos, 5.5 rebotes en ocho partidos. 

### Temporada 2006-07
Firmó por Atlanta Hawks el 12 de septiembre del 2005. Batista hizo su debut en la NBA el 2 de noviembre del 2005, jugando seis minutos contra los Golden State Warriors.

## Selección nacional
Batista jugó durante dos décadas para la selección de baloncesto de Uruguay, siendo una pieza fundamental del equipo.
Fue parte de la escuadra que obtuvo la medalla de bronce en el torneo de baloncesto de los Juegos Panamericanos de 2007. Además disputó ocho ediciones del Campeonato FIBA Américas (2003, 2005, 2007, 2009, 2011, 2013, 2017 y 2022) y seis del Campeonato Sudamericano de Baloncesto (2003, 2004, 2006, 2008, 2010 y 2016) entre otras competiciones.
Representó a su país en la FIBA AmeriCup 3x3 de 2023.

## Palmarés

### Clubes
| Título                        | Club                | País      | Año     |
| ----------------------------- | ------------------- | --------- | ------- |
| Liga de baloncesto de Israel  | Maccabi Tel Aviv    | Israel    | 2007    |
| Copa de baloncesto de Turquía | Pınar Karşıyaka     | Turquía   | 2014    |
| Copa de baloncesto de Grecia  | Panathinaikos       | Grecia    | 2015    |
| Lega Basket Serie A           | Olimpia Milano      | Italia    | 2015-16 |
| Copa de baloncesto de Italia  | Olimpia Milano      | Italia    | 2016    |
| Lega Basket Serie A           | Umana Reyer Venezia | Italia    | 2016-17 |
| Torneo Súper 20               | San Lorenzo         | Argentina | 2019    |

### Selección nacional
Participación en Juegos Panamericanos
| Copa                  | Sede           | Resultado\|  |
| --------------------- | -------------- | ------------ |
| Panamericanos de 2007 | Río de Janeiro | Tercer lugar |

Participaciones en Campeonato Sudamericano
| Copa                               | Sede         | Resultado    |
| ---------------------------------- | ------------ | ------------ |
| Sudamericano de Baloncesto de 2003 | Montevideo   | Tercer lugar |
| Sudamericano de Baloncesto de 2006 | Caracas      | Subcampeón   |
| Sudamericano de Baloncesto de 2008 | Puerto Montt | Subcampeón   |
| Sudamericano de Baloncesto de 2016 | Caracas      | Tercer lugar |

## Méritos individuales
- MVP de las jornadas 1, 9 y 26 en la temporada 2009/10 de la liga ACB.

## Estadísticas individuales de competiciones internacionales FIBA
| Evento                                                 | Player stats PPP RPP APP |
| ------------------------------------------------------ | ------------------------ |
| 2017 FIBA AmeriCup                                     | 13,7 8,3 0,7             |
| 2016 South American Championship for Men               | 11,8 10,2 2              |
| 2013 FIBA Americas Championship for Men                | 16,8 10,4 1,2            |
| 2011 FIBA Americas Championship                        | 12,2 9,5 0,9             |
| 2011 Oscar Moglia Cup                                  | 16,7 11,7 1,7            |
| 2010 South American Championship for Men               | 10,8 11,2 1,6            |
| 2009 FIBA Americas Championship for Men                | 16,6 10,5 1,2            |
| 2008 South American Championship for Men               | 20 14,2 0,8              |
| 2007 FIBA Americas Championship                        | 20,8 12,4 1              |
| 2006 South American Championship for Men               | 21,2 10,8 0,2            |
| 2005 FIBA Americas Championship for Men                | 18 15,6 1,4              |
| 2004 South American Championship for Men               | 4,2 2,5 0,5              |
| 2003 Panamerican Olympic Qualifying Tournament for Men | 1,5 1,2 1                |
| 2003 South American Championship for Men               | 5,8 6 0,5                |
| Estadísticas totales                                   | 13,6 9,6 1               |

| PPP                | APP                     | RPP                 |
| ------------------ | ----------------------- | ------------------- |
| Puntos por partido | Asistencias por partido | Rebotes por partido |

## Otros datos
En el 2000 fue descubierto por casualidad por un aficionado del Club Atlético Welcome. Este lo vio viajando en un autobús desde Playa Pascual (30 kilómetros al oeste de Montevideo) donde residía en ese momento. Gracias a su estatura el aficionado le preguntó si jugaba baloncesto profesionalmente y Batista le respondió que no practicaba este deporte. Posteriormente recibió una invitación a probarse en el equipo y allí nació su carrera profesional.
En el 2003 tuvo una oferta del Real Madrid pero no logró finiquitar el acuerdo por no ser un jugador comunitario. Fue cedido en préstamo al Pozuelo.
En el 2004 fue elegido el Mejor Jugador de Baloncesto del año por el Comité Olímpico Uruguayo. Luego de haber sido Campeón Uruguayo de la Liga de Básquetbol, con el equipo de Salto Uruguay, al vencer en las finales a Paysandú B.C. y de haber dejado eliminados en semi finales, no menos al equipo de Aguada.  
Su mentor y agente fue Oscar Moglia, hijo del afamado Oscar Moglia.
En febrero de 2008 Esteban logra conseguir el premio MVP de la segunda fecha de Playoffs de la Euroliga promediando 25 puntos y 13 rebotes.
Esteban jugó la pretemporada 2007-08 de la NBA con los Boston Celtics. Después actuó durante temporada y media en el Baloncesto Fuenlabrada. En 2011 firma en el Caja Laboral Baskonia de la liga ACB.